# Ítalo Perea
Ítalo Perea est un boxeur équatorien né le 10 juin 1993 à Esmeraldas.

## Carrière
Sa carrière amateur est marquée par une médaille d'or aux championnats panaméricains de Quito en 2010 dans la catégorie mi-lourds et aux Jeux panaméricains de Guadalajara en 2011 cette fois en poids super-lourds.

### Jeux olympiques
- Qualifié pour les Jeux de 2012, à Londres, Angleterre

### Jeux panaméricains
- Médaille d'or en +91 kg en 2011 à Guadalajara, Mexique.

### Championnats panaméricains de boxe amateur
- Médaille d'or en -81 kg en 2010 à Quito, Équateur.

## Référence
1. ↑  (en) Résultats des compétitions de boxe aux Jeux panaméricains 2011